# 1,3-bis(difenilfosfino)propano
Il 1,3-bis(difenilfosfino)propano è una fosfina con formula Ph2P-CH2-CH2-CH2-PPh2 (Ph = fenile). Il nome è generalmente abbreviato come dppp. In condizioni normali è un solido di colore bianco sensibile all'ossigeno atmosferico. Viene comunemente usato come legante bidentato in chimica inorganica e chimica metallorganica. Il dppp funziona nella maggior parte dei casi come legante chelato, ma può fare anche da legante a ponte tra due metalli.

## Sintesi e reattività
Per preparare il dppp si fa reagire difenilfosfuro di litio (LiPPh2) e 1,3-dicloropropano:
2LiPPh2 + CH2Cl-CH2-CH2Cl → Ph2P-CH2-CH2-CH2-PPh2 + 2LiCl

## Chimica di coordinazione
Il dppp è usato come legante in molti complessi che trovano applicazioni catalitiche. Normalmente preferisce agire da legante chelato. Ad esempio:
- [Rh(CO)Cl(dppp)] e [Rh(dppp)2]Cl catalizzano la decarbonilazione di aldeidi.[3]
- NiCl2(dppp) catalizza il cross-coupling di reagenti di Grignard (Kumada[4]-Corriu[5] coupling) per sintetizzare alchilareni da cloruri arilici.
- In catalizzatori di palladio(II) catalizza la copolimerizzazione di monossido di carbonio ed etilene per ottenere polichetoni, una famiglia di polimeri termoplastici ad elevate prestazioni.

In un numero più limitato di casi il dppp può fungere anche da legante a ponte tra due metalli, ad esempio nei cluster [Au6(dppp)4](NO3)2 e [Au11(dppp)5](SCN)3

## Indicazioni di sicurezza
Il composto è disponibile in commercio. È irritante per gli occhi, la pelle e le vie respiratorie. Non ci sono dati che indichino proprietà cancerogene. È considerato poco pericoloso per l'ambiente.